# 短舌早熟禾
短舌早熟禾（学名：Poa breviligula）为禾本科早熟禾属下的一个种。名称已修订，正名为阿拉套早熟禾(Poa albertii)。